# Kiefernsaftlecker
Der Kiefernsaftlecker (Sphyrapicus thyroideus) ist eine etwa buntspechtgroße, nordamerikanische Spechtart aus der Gattung der Saftlecker (Sphyrapicus) innerhalb der Unterfamilie der Echten Spechte (Picinae). Der Kiefernsaftlecker ist die größte Art dieser Gattung. Das fragmentierte Verbreitungsgebiet umfasst vor allem montane Regionen im westlichen Nordamerika von British Columbia südwärts bis Südkalifornien und Zentralarizona und dem westlichen New Mexico. Wie alle anderen Saftlecker ernährt sich auch der Kiefernsaftlecker überwiegend von Baumsäften; nur während der Brutzeit bevorzugt er Insekten, vornehmlich Ameisen. Die nördlichen und montanen Populationen sind Zugvögel mit Überwinterungsgebieten in den südwestlichen USA und im nördlichen und zentralen Mexiko. In weiten Teilen ihres Verbreitungsgebietes ist die Art nicht selten. Das Artepitheton ist wahrscheinlich von griech. θυρεός hergeleitet und bezieht sich auf den schwarzen Brustschild des Weibchens.
Der sehr ausgeprägte Färbungsdimorphismus des Kiefernsaftleckers führte dazu, dass die ersten Beobachter Männchen und Weibchen für unterschiedliche Arten hielten.
Obwohl vor allem gegen Ende des vorigen Jahrhunderts starke Bestandsrückgänge zu verzeichnen waren, listet die IUCN die Art, von der zwei Unterarten anerkannt werden, in keiner Gefährdungsstufe.

## Aussehen
Mit einer Größe von bis zu 23 Zentimetern ist der Kiefernsaftlecker ein knapp mittelgroßer Specht. Sein Gewicht schwankt zwischen 44 und 64 Gramm, er ist damit bei gleicher Größe wie der in Europa häufige Buntspecht wesentlich leichter als dieser. Der Färbungsdimorphismus des Kiefernsaftlecker zählt zu den ausgeprägtesten innerhalb der Picinae, auffällige Größen- und Gewichtsdimorphismen bestehen dagegen nicht. Nur die Schwanzlänge ist bei Weibchen durchschnittlich geringfügig größer als bei Männchen.

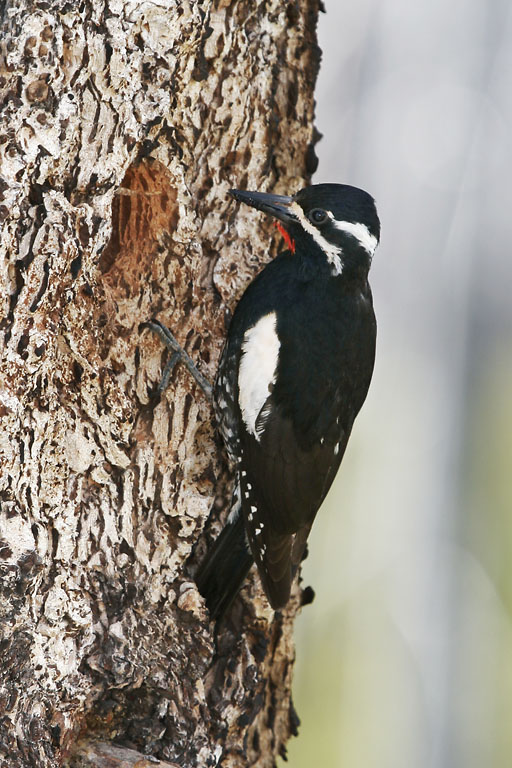
Kiefernsaftlecker, Männchen

Männchen der Art sind unverwechselbar. Die bedeutend unauffälliger gefärbten Weibchen könnten mit Weibchen des Gelbbauch-Saftleckers verwechselt werden, sind aber am Rücken bedeutend intensiver schwarz-weiß gebändert als diese.
Beim Männchen überwiegen Schwarz-Weiß-Kontraste. Die Oberseite ist glänzend schwarz, je nach Lichteinfall können vor allem im Kopf- und Schulterbereich metallische Blautöne auftreten. Der Bürzel und die Oberschwanzdecken sind weiß. Die oberen Flügeldecken sind schwarz, weisen jedoch in ihrem mittleren Bereich große Weißanteile auf, wodurch beim sitzenden Vogel ein großer, weißer Flügelspiegel entsteht. Die schwarzen Schwingen sind weiß gepunktet und gefleckt. Die Oberseite des Schwanzes ist schwarz, gelegentlich im zentralen Bereich leicht weiß gestrichelt. Die Unterseite ist an den Flanken auf weißem Grund deutlich gebändert und speerspitzenartig schwarz gezeichnet. Der Bauch ist dottergelb, die Brust schwarz. In die ebenfalls schwarze Kehle ist ein dunkelroter Kehlfleck eingelassen, der jedoch nur bei günstigen Bedingungen deutlich sichtbar ist. Die Flügelunterseite ist dunkelgrau-weiß gebändert, ebenso die Unterseite des Schwanzes; dort treten häufig auch Brauntöne auf. Der Kopf ist schwarz, deutlich durch einen weißen, über dem Auge schmalen und sich zum Nacken hin leicht verbreiternden Überaugenstreif sowie durch einen ebenfalls weißen, etwa parallel verlaufenden, etwas breiteren Bartstreif gezeichnet. Der spitze Schnabel ist dunkelgrau, Beine und die vier Zehen sind grau, die Iris ist kastanienbraun.

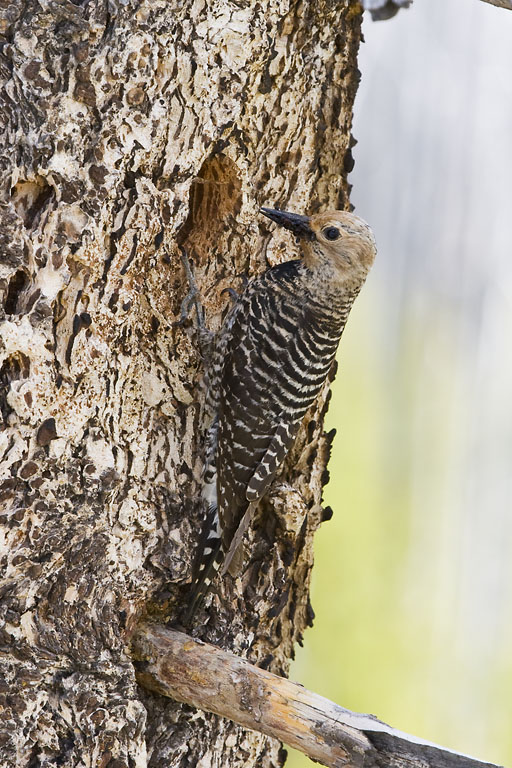
Kiefernsaftlecker, Weibchen

Weibchen sind auf der Oberseite auf gelbbräunlichem Grund dicht dunkelbraun oder dunkelgrau gebändert und gefleckt. Bürzel und Oberschwanzdecken sind wie beim Männchen weiß. Die Unterseite weist im Wesentlichen die Färbung und Zeichnung der Oberseite auf. Brust und Kehle sind schwarz, im Kehlzentrum meist gelbbraun und in Einzelfällen auch leicht rötlich. Die untere Brust und der Oberbauch sind fahl gelb. Die Kopffärbung ist variabel, meist überwiegen jedoch Braun- oder Gelbbraunfärbungen. Oft ist eine dunkle Strichelung, insbesondere im Scheitelbereich, erkennbar.
Jungvögel ähneln Altvögeln des jeweiligen Geschlechts. Ihre Färbung ist jedoch blasser und weniger kontrastreich. Männliche Jungvögel haben eine weiße Kehle und zeigen oft auch auf der Oberseite kleine weiße Zeichnungen, vor allem im Nackenbereich. Junge Weibchen sind insgesamt bräunlicher als ausgefärbte, die Bänderung von Ober- und Unterseite ist deutlicher; vor allem ist bei ihnen auch der Brustbereich gebändert. Jungvögel verlassen komplett ins Jugendgefieder vermausert die Bruthöhle; die Mauser ins erste Erwachsenengefieder ist im Herbst ihres Geburtsjahres abgeschlossen.

## Lautäußerungen
Kiefernsaftlecker sind in der Balz- und frühen Brutzeit akustisch sehr auffällig. Die Art verfügt über eine Reihe höchst charakteristischer Lautäußerungen. Häufigster Ruf ist ein Kreischen, das etwas an das von Küstenseeschwalben erinnert. Dieses wird vor allem vom Männchen im territorialen oder sexuellen Kontext geäußert, häufig nach oder zwischen Trommelwirbeln. Entsprechende Rufe des Weibchens sind höher und schärfer. Daneben ist häufig ein unterschiedlich modulierter, recht scharfer, mehrfach gereihter Ruf zu hören, der sich etwa mit Krrrrrj transkribieren lässt. Er wird vor allem als Alarmruf eingesetzt und erinnert etwas an solche kleiner Lappentaucher. Sehr charakteristisch ist das Trommeln dieser Art: Die Trommelfolgen bestehen aus einem recht kurzen Trommelwirbel, dem zwei bis vier ganz kurze Wirbel oder auch nur Einzelschläge folgen (Stimmbeispiel).

## Verbreitung und Lebensraum

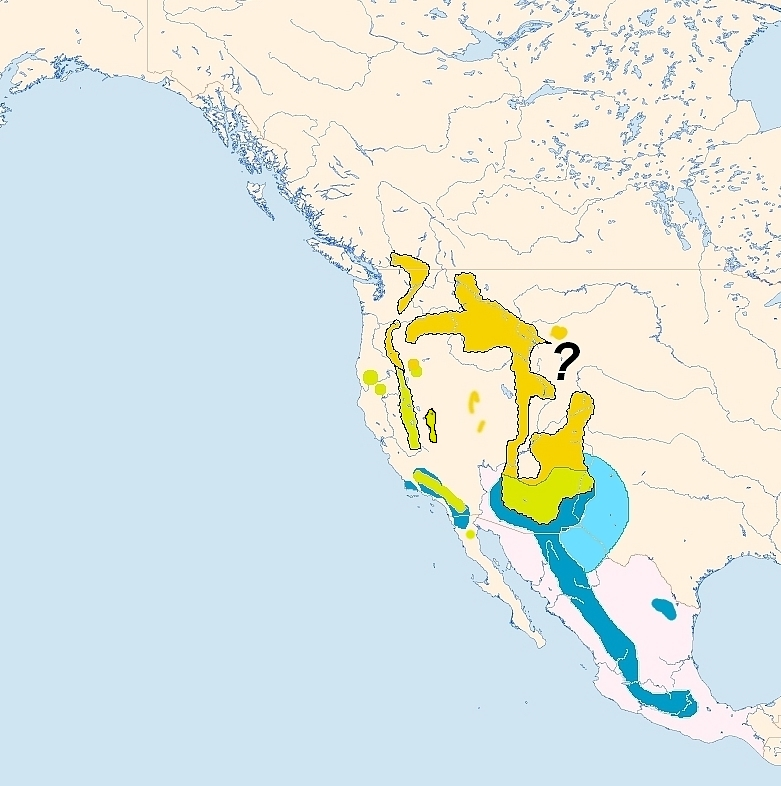
Verbreitungsgebiet des Kiefernsaftleckers
gelb: mehrheitlich Zugvögel
grüngelb: meist Jahresvögel
blau: Hauptüberwinterungsgebiete
hellblau: gelegentliche Überwinterer und Zieher

Die Hauptverbreitungsgebiete der Art liegen in den Rocky Mountains und im Kaskadengebirge. Die Vorkommen in den Rocky Mountains erstrecken sich in einem unterschiedlich breiten Band von Montana und Wyoming südwärts bis Zentralarizona und New Mexico. Die westlichen, dem Pazifik näheren Verbreitungsgebiete beginnen im Norden im südlichen British Columbia und reichen mit einigen Verbreitungslücken südwärts bis Zentralkalifornien. Dazwischen, östlich der Rocky Mountains, vor allem aber westlich und südlich der Kaskadenkette liegen einige Verbreitungsinseln. Die südlichsten bekannten Brutgebiete befinden sich in der Sierra San Pedro Mártir in Niederkalifornien.
Kiefernsaftlecker sind Vögel höherer Lagen. Im Norden ihres Verbreitungsgebietes liegen ihre niedrigsten Brutplätze auf etwa 800 Meter, im zentralen und südlichen Teil meist nicht unter 1500 Meter. Die höchstgelegenen wurden auf über 3000 Meter festgestellt.

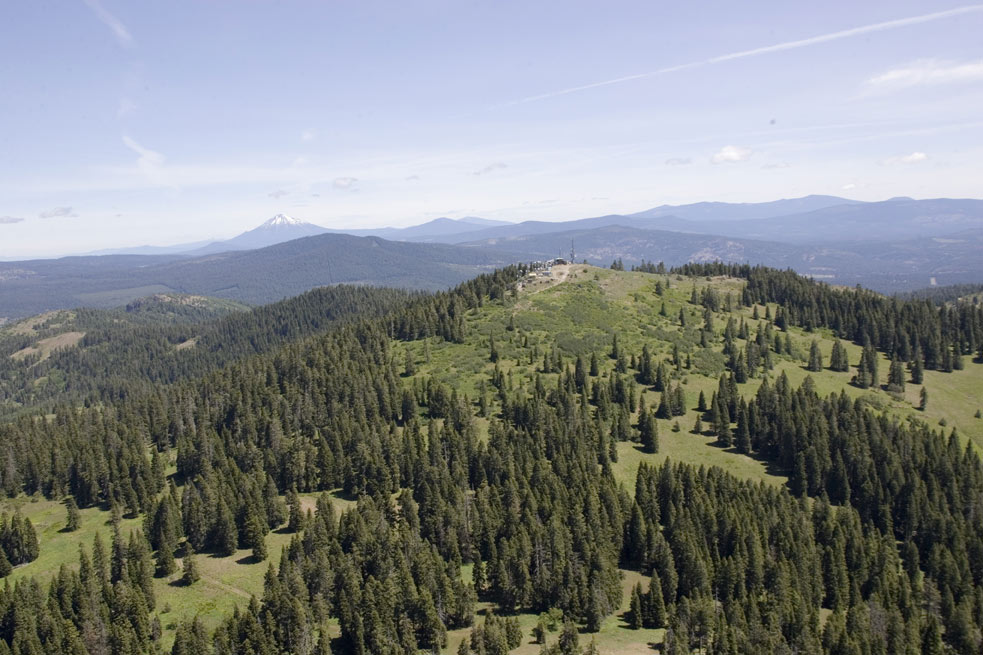
Lebensraum der Art in Oregon

Die Lebensräume der Art bilden vor allem Nadelwälder unterschiedlicher Zusammensetzung, die neben einem ausreichenden Nahrungsangebot stehendes Totholz zur Anlage der Nisthöhlen bieten müssen. In British Columbia sind es vor allem gemischte Tannen-Fichten-Bestände mit einem gewissen Anteil der Westamerikanischen Lärche. Weiter südlich werden Mischbestände mit Douglasien, Küstenkiefern und Gelb-Kiefern besiedelt. Gebiete, in denen einzelne Amerikanische Zitterpappeln eingestreut sind, scheinen besonders attraktiv zu sein. Diese Laubbaumart ist der bevorzugte Höhlenbaum und beeinflusst die Bestandsdichte offenbar wesentlich. Kiefernsaftlecker besiedeln vor allem Hochtäler, weniger häufig Kamm- oder Hanglagen.
Während der Zugzeit rasten die Spechte in unterschiedlich zusammengesetzten Wäldern, flussbegleitenden Gehölzen und Hainen. Den Winter verbringen sie vor allem in Kiefern-Eichen- und Eichen-Wacholder-Beständen. Im Allgemeinen halten sich Kiefernsaftlecker im Winter in niedrigeren Lagen auf als während der Brutzeit, wobei die Männchen meist die etwas höheren Bereiche bevorzugen. Nur in den südlichsten Überwinterungsgebieten werden auch während der Wintermonate Höhenlagen über 3000 Meter, insbesondere in Eichen-Kiefern-Beständen, aufgesucht.

### Raumbedarf
Kiefernsaftlecker sind zumindest während der Brutzeit territorial. Zur Größe der Territorien liegen nur wenige, kleine Untersuchungen vor. Sie ergaben durchschnittliche Größen von 4–10 Hektar.  Die Siedlungsdichte ist innerhalb des Verbreitungsgebietes sehr unterschiedlich und offenbar maßgeblich vom Angebot an geeigneten Nistbäumen abhängig. Wenige Angaben reichen von einem Brutpaar/40 Hektar in Kalifornien und etwas über 4 Brutpaaren/40 Hektar in Colorado.

### Wanderungen
Die nördlichen Populationen dieser Art sind Zugvögel, die südlichen sind Teilzieher oder verbleiben im Brutgebiet. Vögel höherer Lagen ziehen in tiefer gelegene Gebiete. Kiefernsaftlecker der Unterart S. t. nataliae sind im höheren Maße Zugvögel als die der Nominatform, sie ziehen auch weiter nach Süden. Weibchen beider Unterarten scheinen eine größere Zugbereitschaft zu haben und größere Distanzen zurückzulegen als Männchen.
Erste Zugbewegungen beginnen in British Columbia Anfang September, gegen Ende des Monats sind die meisten Brutplätze geräumt. Der Heimzug beginnt früh. In Arizona sind einige Brutplätze bereits Ende Februar wieder besetzt, die meisten im März. In den Nordweststaaten erscheinen die ersten Kiefernsaftlecker Mitte März. Wahrscheinlich ziehen sie in kleinen Gruppen, zumindest werden zur Zugzeit häufig solche beobachtet, zuweilen auch mit Gruppen des Feuerkopf-Saftleckers vergesellschaftet.
Die Winterquartiere der ziehenden Populationen liegen südlich der Brutgebiete oder/und in tiefer gelegenen Regionen. Im Süden reichen die Winterquartiere bis nach Baja California und zu den zentralmexikanischen Provinzen Jalisco und Michoacán, ostwärts wurden gelegentlich Überwinterer im südlichen Texas und im südwestlichen Louisiana beobachtet.

## Nahrung und Nahrungserwerb

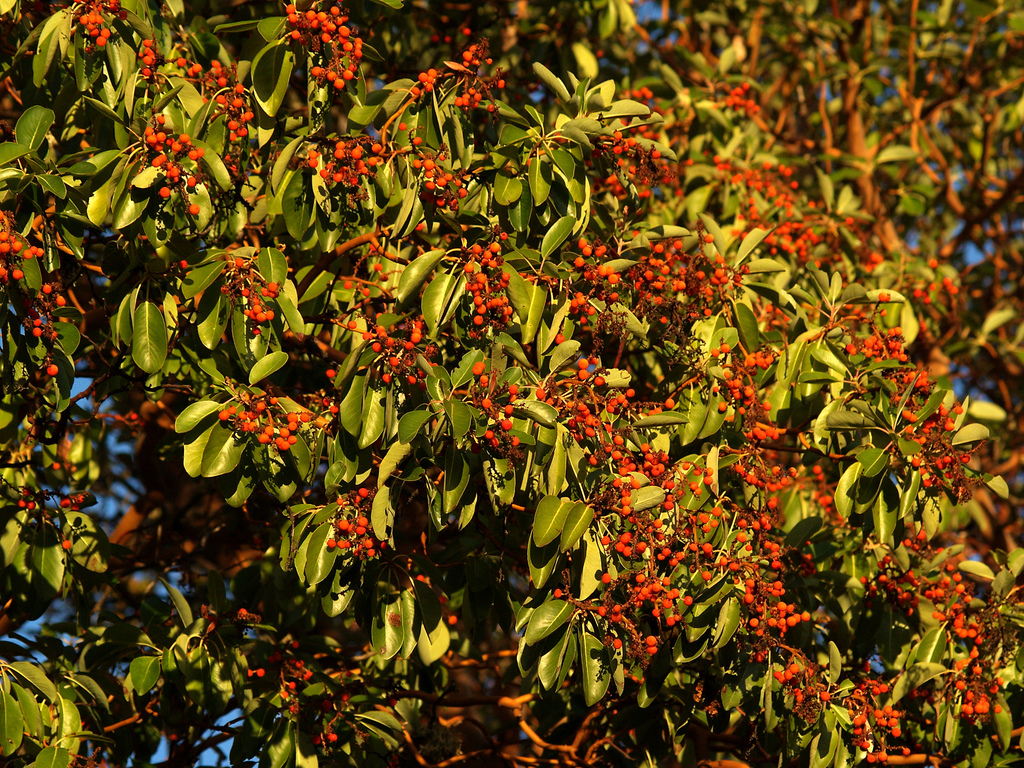
Die Früchte des Pazifischen Erdbeerbaumes bilden im Herbst und Winter eine wichtige Nahrungsergänzung

Wie bei allen Saftleckern ist die Nahrungszusammenstellung des Kiefernsaftleckers saisonal sehr unterschiedlich. Außerhalb der Brutzeit besteht die Nahrung zu einem Großteil aus Baumsäften und Phloem, im Winter auch aus Früchten und Beeren. Während der Brutzeit und im Winter, wenn die Baumsäfte nicht fließen, ernährt sich die Art vorwiegend von Insekten, insbesondere von Ameisen. Diese stellen auch das Aufzuchtfutter der Jungen dar.
Bevorzugte Saftlieferanten sind Pinienarten, vor allem die Gelb-Kiefer. Daneben spielen Douglasien, Küstenkiefern, Jeffreys Kiefern und unter den Laubbäumen Espen eine insgesamt untergeordnetere Rolle, können regional jedoch die wichtigsten Saftbäume sein. In diese Saftbäume schlägt diese Spechtart in konzentrischen Kreisen flache, leicht nach unten geneigte Napflöcher, in denen sich der Baumsaft sammelt. Daneben lösen Kiefernsaftlecker auch großflächig Rinde vom Stamm, um einerseits den austretenden Baumsaft zu gewinnen, andererseits ernähren sie sich auch vom Rindenbast, den sie von der Innenseite der Rindenstücke lösen. Im Herbst und Winter können Früchte und Beeren eine wichtige Nahrungsergänzung darstellen. Besonders begehrt sind die Früchte des Amerikanischen Erdbeerbaums, aber auch Wacholderbeeren, andere Früchte und Beeren und Obst werden aufgenommen.
Während der Brutzeit bilden Insekten den wesentlichen Teil der Nahrung, ohne dass jedoch die Aufnahme von Baumsäften völlig eingestellt wird. Diese Ernährungsumstellung beginnt schon in der Vorbrutzeit und betrifft beide Geschlechter. Rossameisen und Waldameisen sind die Hauptbeutetiere; sie bilden auch den Hauptbestandteil der Nestlingsnahrung. Daneben werden verschiedene andere Insekten wie Fliegen, Käfer und Blattläuse erbeutet.
Die Art sucht ihre Nahrung vor allem im Stammbereich lebender Bäume. Die Insektenbeute wird von der Stammoberfläche aufgepickt oder durch Stochern aus Ritzen und Spalten geholt. Gelegentlich beutet die Art aber auch Ameisennester am Boden aus. Die Saftlöcher befinden sich ebenfalls bevorzugt im Stammbereich. Oft werden bestimmte Saftbäume über Jahre hinweg aufgesucht.

## Brutbiologie
Wie alle Spechte werden auch Kiefernsaftlecker noch im ersten Lebensjahr geschlechtsreif. Soweit bekannt, brüten die meisten auch erstmals in diesem Alter. Über die Dauer der Paarbindung liegen keine Untersuchungen vor, wahrscheinlich ist eine Brutzeitbindung. Kiefernsaftlecker brüten einmal im Jahr. Bei frühem Gelegeverlust kommen Ersatzbruten vor.

### Balz und Höhlenbau
Die Männchen besetzen im Spätwinter beziehungsweise in den ersten Frühlingswochen Reviere, die einige geeignete Nistbäume enthalten, vor allem Amerikanische Zitterpappeln. Bevorzugt werden noch vitale, aber durch Pilzbefall geschädigte Exemplare. Das Männchen lockt die etwas später im Brutgebiet erscheinenden Weibchen durch Rufe, Trommeln und durch Anzeigen von Höhlenbäumen. Insgesamt ist die Balz des Kiefernsaftleckers recht kurz, akustisch jedoch auffällig.
Die Nisthöhlen werden jedes Jahr neu angelegt, auch wenn gelegentlich alte wiederverwendet werden. Auch unverpaarte Männchen bauen Nisthöhlen. Mit Abstand bevorzugtester Nistbaum ist die Amerikanische Zitterpappel. Gelegentlich finden sich Nisthöhlen in geschädigten Kiefern, Fichten und anderen Hölzern, sehr selten auch in Telegraphenmasten. Die Hauptarbeit des Höhlenbaus erledigt das Männchen; Weibchen beteiligen sich in sehr unterschiedlichem Maß daran. Der Zeitaufwand für den Höhlenbau variiert zwischen drei und vier Wochen. Zu den Ausmaßen der Bruthöhlen liegen nur kleine Stichproben vor. Danach beträgt der durchschnittliche Durchmesser des Einfluglochs 4,17 cm, die Tiefe des Nestraums 26,67 cm und dessen Breite 9,14 cm. Die meisten Bruthöhlen befinden sich in Höhen zwischen 2 und 18 m über dem Boden.

### Gelege und Brut
Die Eiablage beginnt im gesamten Verbreitungsgebiet recht einheitlich im letzten Aprildrittel. Frische Gelege wurden bis Ende Mai festgestellt. Die für die meisten Spechtarten in Farbe und Form typischen weißen, matt glänzenden Eier haben durchschnittliche Maße von 23,6 mm × 17,3 mm. Sie werden in Intervallen von etwa 24 Stunden gelegt. Die Gelegegröße beträgt 4 – 6 (3 – 7) Eier. Die Brutzeit variiert zwischen 12 und 14 Tagen. Nachts brütet wie bei fast allen Spechtarten nur das Männchen, während des Tages wechseln sich die Partner in etwa halbstündigen Intervallen ab. Der Schlupf aller entwickelten Eier erfolgt innerhalb eines, maximal zweier Tage, sodass die Entwicklungsunterschiede zwischen den Küken gering sind. Beide Eltern füttern und hudern die Nestlinge und entfernen die Faeces. Die Nestlingszeit dauert 31 – 32 Tage; manchmal nahrungs- und wetterbedingt auch etwas länger. Die Nestlinge verlassen die Bruthöhle innerhalb eines oder zweier Tage. Wenn viele Junge flügge werden, kann es auch bis zu vier Tage dauern, bis das letzte die Bruthöhle verlässt. Beim Ausfliegen sind die Jungvögel noch nicht voll flugfähig. Entsprechend häufig verunglücken sie in diesen ersten Tagen oder werden das Opfer von Prädatoren. Sie bleiben meist in der Umgebung der Nisthöhle und werden von den beiden Eltern, häufig auch nur vom Weibchen, einige Tage mit Futter versorgt. Das Männchen verlässt oft schon wenige Tage vor dem Ausfliegen der Jungen den Familienverband. Insgesamt werden junge Kiefernsaftlecker sehr schnell selbständig. Daten zur Dismigration sind nicht verfügbar.

### Reproduktionsrate und Lebenserwartung
Die wenigen Untersuchungen deuten auf eine relativ hohe Reproduktionsrate dieser Spechtart hin. Zwischen 60 und 72,2 % der Eier schlüpfen und über 3 Junge werden durchschnittlich pro Gelege flügge. Zur Lebenserwartung liegen keine Daten vor.

## Systematik
John Cassin beschrieb 1852 einen weiblichen Kiefernsaftlecker und nannte ihn Black-breasted Woodpecker (Picus thyroideus). 1857 entdeckte John Strong Newberry eine vermeintlich neue Art (tatsächlich aber den männlichen Kiefernsaftlecker) und nannte ihn Williamson's Woodpecker (Picus williamsonii). Beide Spechte wurden nach der Etablierung der Gattung Sphyrapicus 1858 in Artrang in diese Gattung gestellt. Erst 1873 erkannte Henry W. Henshaw, dass es sich um die zwei Geschlechter einer Art handelte, und gab ihr den Namen Williamson's Sapsucker.
Der Kiefernsaftlecker ist eine der vier Arten der Gattung Sphyrapicus, der Schwestergattung von Melanerpes. Die Gattung hat sich offenbar schon sehr früh in zwei Linien aufgespalten, in eine, die den Gelbbauch-Saftlecker (Sphyrapicus varius), den Feuerkopf-Saftlecker (Sphyrapicus ruber) und den Rotnacken-Saftlecker (Sphyrapicus nuchalis) umfasst und eine zweite mit dem Kiefernsaftlecker als einzigem Vertreter. Wahrscheinlich sind die gemeinsamen Vorfahren der Saftlecker Spechte der Gattung Melanerpes. Der Kiefernsaftlecker ähnelt im Aussehen stark Vertretern dieser Gattung: Männchen etwa dem Eichelspecht (Melanerpes formicivorus) oder dem Gelbbrauenspecht (M. cruentatus), Weibchen besonders dem Gilaspecht (M. uropygialis). Hybridisierungen mit anderen Saftleckerarten scheinen sehr selten zu sein, zwei Hybride mit dem Rotnacken-Saftlecker (Sphyrapicus nuchalis), je ein Männchen und ein Weibchen, wurden beschrieben.
Zurzeit werden zwei Unterarten anerkannt, die sich jedoch nur in Bezug auf die Breite und Länge des Schnabels unterscheiden. Spechte der Nominatform (S. t. thyroideus) haben geringfügig längere und breitere Schnäbel als die der mehr östlich vorkommenden Unterart (S. t. nataliae).
- Sphyrapicus thyroideus thyroideus  (Cassin, 1852): Brütet im westlichen, pazifiknahen Teil des Verbreitungsgebietes. Die meisten Vögel der Nominatform sind Standvögel oder Kurzstreckenzieher.
- Sphyrapicus thyroideus nataliae (Malherbe, 1854): Das Verbreitungsgebiet dieser Unterart liegt östlich  und ist weitgehend von der der Nominatform getrennt. Neben ganzjährig residenten Populationen viele Kurzstrecken- zum Teil auch Langstreckenzieher mit Überwinterungsgebieten südlich bis Jalisco and Michoacán.

## Bestand und Bedrohung
Das Verbreitungsgebiet der Art ist mit 649.000 km² mit Abstand das kleinste aller vier Saftleckerarten. Auch der geschätzte Gesamtbestand von 300.000 adulten Individuen ist der kleinste der Gattung. Laut IUCN liegen jedoch derzeit keine Gründe vor, die Art in eine Gefährdungsstufe einzustufen.
Laut BBS (North American Breeding Bird Survey) waren von 1984 bis 1993 im gesamten Verbreitungsgebiet innerhalb der USA zum Teil signifikante Bestandsrückgänge zu verzeichnen, deren Gründe vor allem im modernen Forstmanagement und in Maßnahmen zur Eindämmung von Waldbränden vermutet werden. Allerdings beruhten diese Angaben auf sehr kleinen, stichprobenartigen Untersuchungen. Insgesamt scheint der Kiefernsaftlecker in seinem gesamten Verbreitungsgebiet eine relativ häufige Spechtart zu sein.